# Villa Doria delle Franzoniane
Villa Doria, ora Istituto Madri Pie Franzoniane, è una villa patrizia genovese situata nel quartiere di Sampierdarena.
Venne fatta costruire dalla famiglia Doria nel XVI secolo, ma a differenza di altre ville del quartiere, tutte disposte su un asse immaginario ben riconoscibile, questa è disposta in posizione angolata, nella parte inferiore di via Nicolò D'Aste.
Del progetto originale sopravvive l'edificio centrale e la torretta di difesa, mentre è aggiunta successiva il ninfeo del giardino, fatto erigere nel 1594 in occasione del matrimonio tra una Doria e Camillo Pavese.

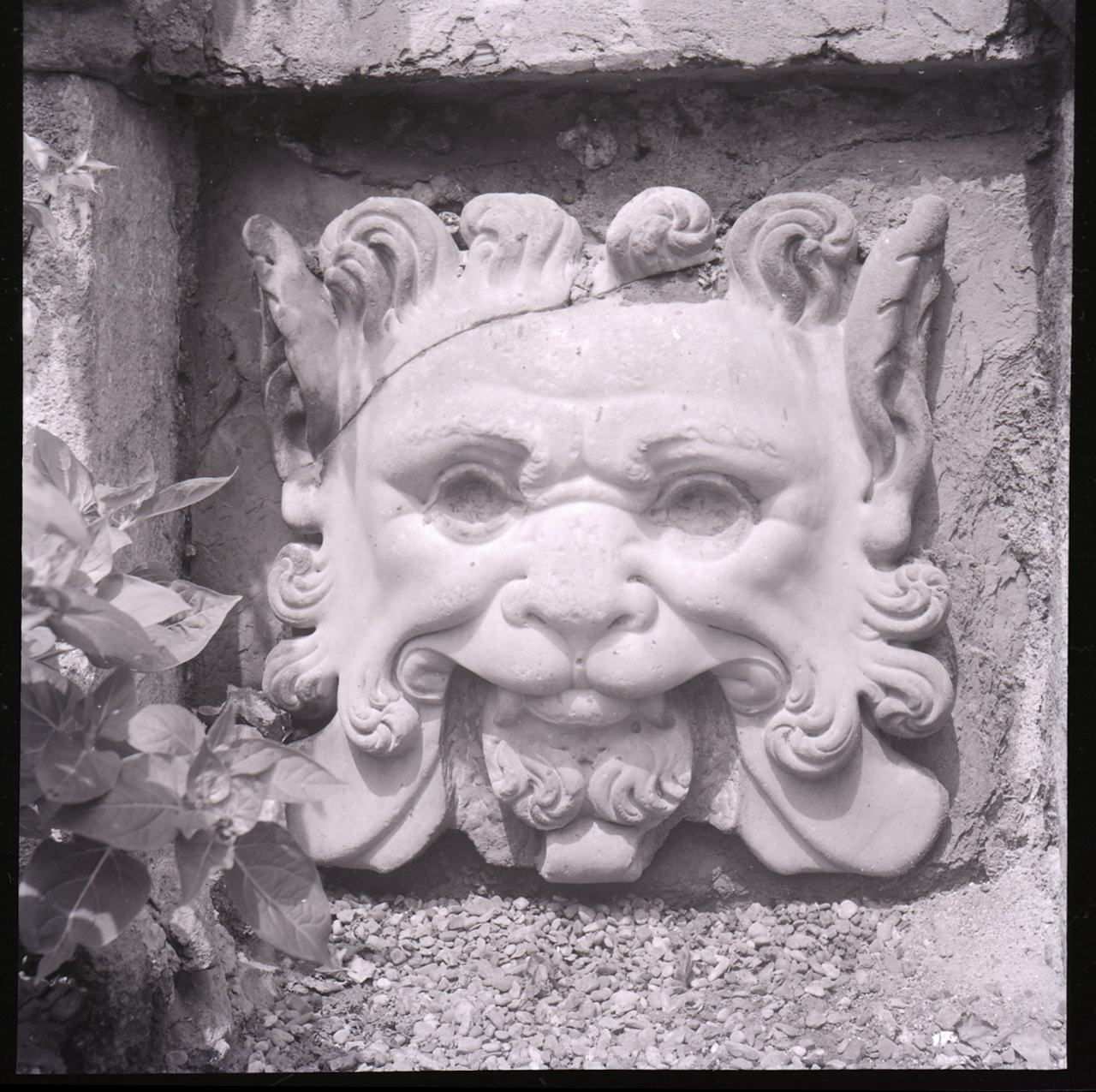
Mascherone nel giardino. Foto di Paolo Monti, 1963

Il parco della villa, anche se notevolmente ridotto rispetto all'originale, presenta ancora caratteristiche tipiche del gusto tardo-manierista per le meraviglie artificiali e il richiamo a simboli astronomici e alchemici.
Al termine del XVIII secolo la villa venne ceduta alla famiglia Franzoni, successivamente Paolo Gerolamo Franzoni, abate appartenente alla famiglia, la cedette alla congregazione delle Madri Pie che ancora oggi vi risiedono.
Intorno agli anni venti del Novecento l'edificio divenne sede dei membri anziani del gruppo scout, i quali, con l'approvazione delle suore, in quel periodo scavarono e asportarono i detriti delle fondamenta della villa, ricavandosi alcuni spazi per l'aggregazione.
Nel 1935 alla struttura originale dell'edificio venne aggiunta la parte affacciata su via Cantore.
La villa, utilizzata oggi come scuola materna, è stata restaurata, anche se parte del suo splendore è andato perduto con l'aggiunta di altri edifici più recenti addossati alla costruzione.